# 937 هـ
937 هـ هي سنة في التقويم الهجري امتدت مقابلةً في التقويم الميلادي بين سنتي 1530 و1531.

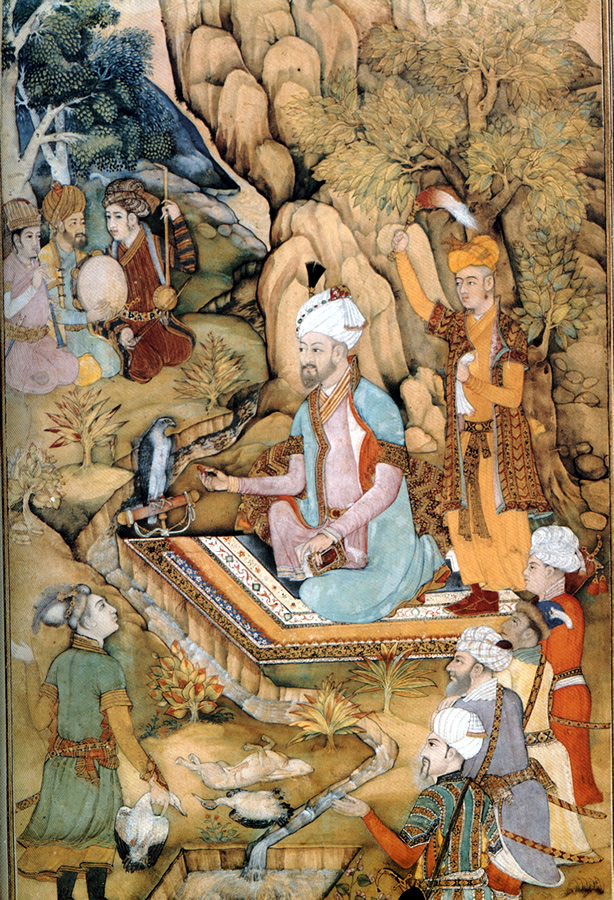
ظهير الدين بابر

## مواليد
- أحمد بن المنلا الحصكفي

## وفيات
- ظهير الدين بابر
- علي بن هلال الجزائري